# Ayana Onozuka
Ayana Onozuka (Japans: 小野塚彩那, Onozuka Ayana) (Shiozawa,  23 maart 1988) is een Japanse freestyleskiester. Ze vertegenwoordigde haar vaderland op de Olympische Winterspelen 2014 in Sotsji en op de Olympische Winterspelen 2018 in Pyeongchang.

## Carrière
Onozuka maakte haar wereldbekerdebuut in december 2011 in Copper Mountain, vier maanden later scoorde ze in Mammoth Mountain haar eerste wereldbekerpunten. In augustus 2012 stond de Japanse in Cardrona voor de eerste maal in haar carrière op het podium van een wereldbekerwedstrijd. Op de wereldkampioenschappen freestyleskiën 2013 in Oslo veroverde Onozuka de bronzen medaille op het onderdeel halfpipe. Tijdens de Olympische Winterspelen van 2014 in Sotsji sleepte de Japanse de bronzen medaille in de wacht op het onderdeel halfpipe.
Op 28 februari 2015 boekte Onozuka in Park City haar eerste wereldbekerzege. Zowel in het seizoen 2014/2015 als in het seizoen 2015/2016 won ze de wereldbeker halfpipe. Op de wereldkampioenschappen freestyleskiën 2017 in de Spaanse Sierra Nevada werd de Japanse wereldkampioene in de halfpipe. Tijdens de Olympische Winterspelen van 2018 in Pyeongchang eindigde Onozuka als vijfde in de halfpipe.

## Resultaten

### Olympische Spelen
| Jaar | Plaats      | Resultaten  |
| ---- | ----------- | ----------- |
| 2014 | Sotsji      | Halfpipe    |
| 2018 | Pyeongchang | 5e Halfpipe |

### Wereldkampioenschappen
| Jaar | Plaats        | Resultaten |
| ---- | ------------- | ---------- |
| 2013 | Voss          | Halfpipe   |
| 2017 | Sierra Nevada | Halfpipe   |

### Wereldbeker
Eindklasseringen
| Seizoen   | Algm | HP     |
| --------- | ---- | ------ |
| 2011/2012 | 125e | 23e    |
| 2012/2013 | 6e   | Brons  |
| 2013/2014 | 36e  | 8e     |
| 2014/2015 | 9e   | Goud   |
| 2015/2016 | 9e   | Goud   |
| 2016/2017 | 16e  | Zilver |
| 2017/2018 | 84e  | 15e    |

Wereldbekerzeges
| Datum            | Plaats           | Onderdeel |
| ---------------- | ---------------- | --------- |
| 28 februari 2015 | Park City        | Halfpipe  |
| 24 januari 2016  | Mammoth Mountain | Halfpipe  |